# Cassena leopldi
Cassena leopldi es un insecto coleóptero de la familia Chrysomelidae.
Fue descrita científicamente por primera vez en 1932 por Laboissiere.